# バスケの女王
『バスケの女王』（The Queen of Basketball）は、ベン・プラウドフット監督による2021年のアメリカ合衆国の短編ドキュメンタリー映画である。バスケットボール界の大物のルシア・ハリスを取り扱っている。2021年6月10日にトライベッカ映画祭でプレミア上映され、また第94回アカデミー賞短編ドキュメンタリー映画賞を獲得した。

## 内容
ルシア・ハリスは大学バスケットボールのスター選手として所属していたデルタ州立大学で3度の全米優勝を果たし、1976年夏季オリンピックではバスケットボール女子アメリカ合衆国代表として銀メダルを獲得したことを振り返っている。WNBAがまだ設立されていなかったために彼女の選手キャリアは卒業後に終了し、NBAのニューオーリンズ・ジャズ（後のユタ・ジャズ）に挑戦する機会があったものの、家庭を築くことに専念するために断った。その後彼女はデルタ州立大学の女子チームとしてバスケット界に復帰する。

## 受賞とノミネート
| 賞                                                 | 授賞式           | 部門                       | 結果       | 参照                      |
| -------------------------------------------------- | ---------------- | -------------------------- | ---------- | ------------------------- |
| ナッシュビル映画祭                                 |                  | ドキュメンタリー短編賞     | ノミネート |                           |
| パームスプリングス国際短編映画祭                   |                  | ドキュメンタリー短編賞     | 受賞       |                           |
| クリティクス・チョイス・ドキュメンタリー・アワード | 2021年11月14日   | 短編ドキュメンタリー賞     | 受賞       |                           |
| アカデミー賞                                       | 2022年3月27日    | 短編ドキュメンタリー映画賞 | 受賞       | [ 10 ] [ 5 ] [ 6 ] [ 11 ] |
| ピーボディ賞                                       | 2022年6月6日-9日 | ドキュメンタリー賞         | ノミネート | [ 12 ]                    |